# 弗拉斯季博尔·科内奇尼
弗拉斯季博尔·科内奇尼（捷克語：Vlastibor Konečný，1957年1月2日—），捷克男子自行车运动员。他曾代表捷克斯洛伐克参加1980年夏季奥林匹克运动会自行车比赛，获得男子团体计时赛铜牌。